# Putain de camion
Putain de camion (em Português: puta de caminhão no sentido de "maldito") é uma das mais famosas canções francesas, cantada por Renaud en honra do humorista Coluche. Foi composta no ano de 1986 por Franck Langolff e musicada por Renaud mesmo; gravada para o álbum em 1988.

## História
A canção, que só em seguida deu o título ao inteiro LP, é dedicada por Renaud ao amigo humorista e ator Coluche, falecido num acidente de moto em 19 de junho de 1986 na estrada que vai de Cannes à Opio, onde Coluche na sua moto bateu contra um caminhão; ele não usava o capacete. Por isso, Renaud se desepera dizendo Putain de caminhão ou contra as circunstâncias do acidente : "Putain j'ai la rage contre ce virage et contre ce jour-là"
Coluche era o padrinho de Lolita, filha de Renaud.